# Ли, Харпер
Нелл Харпер Ли (англ. Nelle Harper Lee; 28 апреля 1926 — 19 февраля 2016) — американская писательница, наиболее известная как автор романа «Убить пересмешника» (англ. «To Kill a Mockingbird», 1960).

## Биография

### Начало жизни
Нелл Харпер Ли родилась 28 апреля 1926 года в маленьком городке Монровилл в юго-западной части штата Алабама. Она была младшим ребёнком Амаса Колмана Ли и Франсес Каннингем Финч Ли (всего в семье было четверо детей). Её отец, бывший владелец и редактор газеты, был юристом, а с 1926 года по 1938 год состоял на государственной службе. В детстве Ли была сорванцом и рано начала читать. Дружила с одноклассником и соседом — молодым Труменом Капоте.
Ли было всего пять лет, когда в апреле 1931 года в небольшом городке Скотсборо (штат Алабама) состоялись первые суды по делу предполагаемых изнасилований двух белых женщин девятью молодыми чернокожими. Подзащитным, которых чуть было не линчевали ещё до того, как состоялся суд, услуги защитника были предоставлены только с момента, когда началось рассмотрение дела в суде. Несмотря на медицинское заключение, согласно которому женщины не были изнасилованы, суд присяжных, состоявший только из белых, признал виновными и приговорил к смертной казни всех обвиняемых, за исключением самого младшего, тринадцатилетнего. На протяжении последующих шести лет в апелляционном процессе большинство из этих обвинений было снято и все обвиняемые за исключением одного были освобождены. Скотсборское дело оставило неизгладимое впечатление у молодой Харпер Ли, которая много лет спустя использует его как основу для работы над своим романом «Убить пересмешника».
После окончания школы в Монровилле Ли поступила в женский колледж Хантингдон в Монтгомери (1944—1945), училась юриспруденции в Алабамском университете (1945—1949), вступила в женское студенческое братство «Хи-Омега» (англ. Chi Omega). В это время она опубликовала несколько студенческих рассказов и около года была редактором юмористического журнала Реммер-Джеммер. Провела год в Оксфордском университете в качестве студентки по обмену, планируя в будущем работать в юридической фирме отца. За полгода до окончания курса оставила учёбу и переехала в Нью-Йорк, мечтая стать профессиональным писателем. Вплоть до конца 1950-х гг. зарабатывала на жизнь работая клерком по продаже билетов в авиакомпаниях Eastern Air Lines и BOAC. Вела скромный образ жизни, проживая в небольшой квартире в Нью-Йорке, иногда возвращаясь в родительский дом.

### «Убить пересмешника»
Написав несколько рассказов, Харпер Ли нашла литературного агента в ноябре 1956 года. В декабре она получила письмо от друзей Майкла Брауна и Джой Вильямс Браун, в котором был подарок в виде оплаченного годового отпуска. Друзья писали: «У тебя есть один год отпуска, чтоб написать все, что тебе хочется. Счастливого Рождества». Через год черновик романа был готов. Работая с Тэй Хохофф, редактором издательства J. B. Lippincott & Co., она к лету 1959 года закончила «Убить пересмешника». Роман был опубликован 11 июля 1960 года и стал бестселлером, получил одобрение критики, в том числе и Пулитцеровскую премию за художественное произведение 1961 года; входит в список выдающихся произведений американской литературы.
Успех книги стал неожиданностью для самой Харпер Ли:

 «Никогда не ожидала какого-нибудь успеха Пересмешника. Я надеялась на быструю и милосердную смерть в руках критиков, но в то же время я думала, может, кому-нибудь она понравится в достаточной мере, чтоб придать мне смелости продолжать писать. Я надеялась на малое, но получила всё, и это, в некоторой степени, было так же пугающе, как и быстрая милосердная смерть».— Харпер Ли
Существует мнение, что успех романа вызван тем, что его выход в свет совпал с началом движения за гражданские права в США.
В одном из редких интервью (1961) Ли сообщила, что сюжет романа является полным вымыслом и не имеет никакого отношения к истории её собственного «скучного» детства.

### После «Убить пересмешника»
Написав «Убить пересмешника», Ли вместе с Капоте уехала в Холкомб (англ.), штат Канзас, чтобы помочь ему в исследовании реакции маленького городка на произошедшее там убийство фермера и его семьи. Результатом работы должна была быть статья. Капоте на этом материале построил свой бестселлер — роман «Хладнокровное убийство» (1966). По мотивам событий, которые произошли в этом городке с Капоте и Ли, было создано два разных фильма, «Капоте» (2005), «Дурная слава» (2006).
Со времен публикации «Убить пересмешника» Ли практически не давала интервью, не участвовала в общественной жизни и, за исключением нескольких коротких эссе, ничего больше не написала. Она работала над своим вторым романом, который увидел свет лишь в июле 2015 года — менее чем за год до смерти Ли. В середине 1980-х она начала работу над документальной книгой о серийном убийце из Алабамы, но прервала работу над ней, поскольку не была удовлетворена её результатами.
По поводу сценария, написанного Хортоном Футом на основе её книги (в 1962 году фильм получил премию «Оскар»), Ли сказала: «Если достоинство любой экранизации может быть измерено уровнем передачи писательского замысла, то адаптацию, сделанную мистером Футом, нужно изучать как классический пример такой экранизации». Харпер Ли стала близким другом Грегори Пека, кинозвезды и исполнителя роли отца Джин — Аттикуса Финча. Эта роль в 1963 году принесла Грегори Пеку «Оскар». Она оставалась близким другом семьи актёра. Внука Пека, Харпера Пека Волла, назвали в честь писательницы.
В июне 1966 года Ли стала одним из двух человек, назначенных президентом Линдоном Джонсоном в Национальный совет искусств. Писательница со своим эссе «Роман и приключение» в 1983 году посетила Алабамский фестиваль истории и наследства в Эуфауле, штат Алабама.

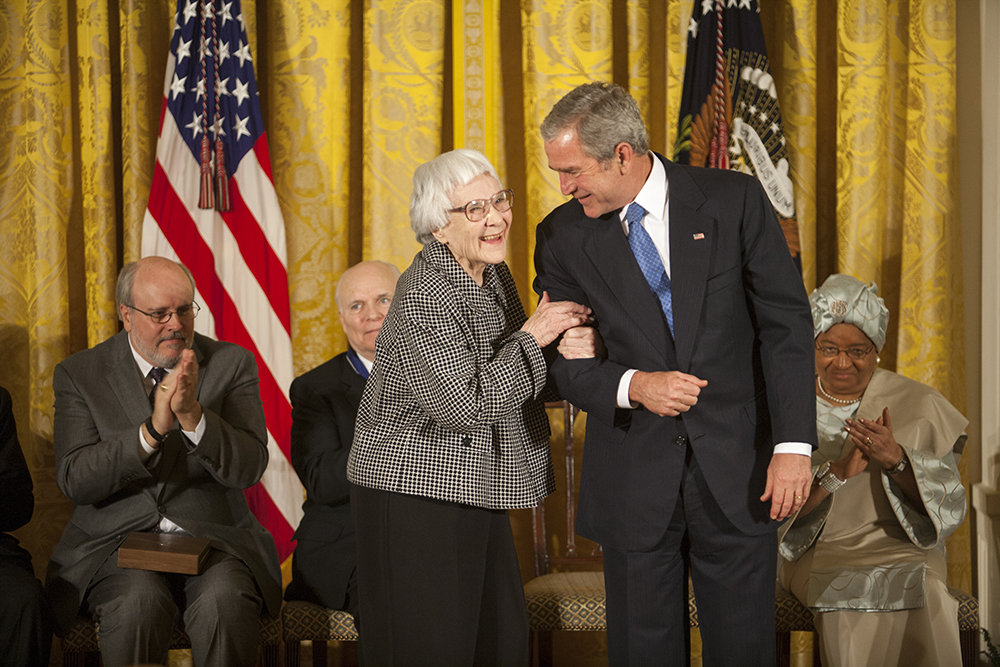
Президент Джордж Буш-младший вручает Харпер Ли Президентскую медаль Свободы в Белом доме 5 ноября 2007 года

Ли проводила время между своей квартирой в Нью-Йорке и домом её сестры в Монровилле. Она принимала почётные должности, но отказывалась от публичных выступлений. В марте 2005 она приехала в Амрак — впервые с момента её появления там с издателем Липпинкоттом в 1960 году, когда она получила от Фонда Спектора Гадона и Розена награду ATTY за изображение юристов в художественной литературе.
В 2005 году Ли, по инициативе вдовы Грегори Пека Вероник, ездила поездом из Монровилла в Лос-Анджелес для получения награды от Публичной библиотеки Лос-Анджелеса за достижения в литературе. Она также посещала ежегодные праздничные обеды для студентов, которые написали эссе по мотивам её работ в Алабамском университете. 21 мая 2006 года она получила почётную степень в Ноттердамском университете. В знак уважения выпускники университета держали в руках «Убить пересмешника» во время торжества.
Продолжала жить в Нью-Йорке и Монровилле, где вела сравнительно замкнутый образ жизни, редко давая интервью или выступая на публике. Опубликовала только несколько коротких эссе в популярных литературных изданиях.
Отход Ли от публичной жизни породил постоянные, но ничем не обоснованные спекуляции по поводу продолжения её литературной деятельности. Такие же спекуляции преследовали американских писателей Джерома Дэвида Сэлинджера и Ральфа Эллисона.
В журнале Опры Уинфри «О» (май 2006 года) Ли написала о своей ранней любви к книгам и отношению к литературе: «Сейчас, 75 лет спустя, в обеспеченном обществе, в котором люди имеют лаптопы, мобильные телефоны, айподы и пустоту в головах, я всё-таки предпочитаю книги».
20 августа 2007 года на церемонии приёма четырёх новых членов в Алабамскую почётную академию Ли отказалась выступить с речью, сказав при этом: «…лучше быть молчаливой, чем глупой».
В ноябре 2007 года Ли перенесла инсульт, после которого вынуждена была поселиться в доме престарелых. Её старшая сестра Элис, на протяжении всей жизни Ли ведавшая её делами, скончалась в 2014 году в возрасте 104 лет, после чего Ли практически не общалась с внешним миром.
В 2015 году издательством Harper Books была издана книга Харпер Ли «Пойди, поставь сторожа» (цитата из Книги пророка Исаии, 21:6), которая была написана ранее романа «Убить пересмешника», но не была в своё время опубликована. Критики однако считают, что судя по всему это не самостоятельный роман, а лишь первоначальная версия романа «Убить пересмешника», которую теперь пытаются представить как отдельный роман. Весьма вероятно, что «Пойди, поставь сторожа» был издан исключительно в коммерческих целях, Тоней Картер, юридическим советником престарелой писательницы, без ведома Ли. Версия о том, что роман якобы был случайно найден в архивах Ли, не выдерживает критики, поскольку Ли крайне трудно заподозрить в том, что она когда-то написала достойную публикации книгу и полностью забыла о ней на много десятилетий. После смерти Элис Тоня Картер установила полный контроль над всеми контактами Ли, что было не очень трудно ввиду замкнутого характера писательницы и ее физического состояния, Ли в то время практически оглохла и ослепла и жила в специальном заведении.
Харпер Ли умерла во сне утром 19 февраля 2016 года на 90-м году жизни. До самой смерти она жила в Монровилле (Алабама). Харпер Ли никогда не была замужем и не имела детей.

## Награды и почести
- 1966: Президент Джонсон включил Ли в Национальный Совет Искусств с этого времени она получала многочисленные почётные должности
- 2007: удостоена высшей гражданской награды США, Президентской медали Свободы.
- 2010: удостоена награды США, Национальной медалью США в области искусств.

## В искусстве
Кэтрин Кинер сыграла Ли в фильме «Капоте» (2005), Сандра Буллок в фильме «Дурная слава» (2006), Трейси Хойт в телевизионном фильме «Скандальная Я: история Жаклин Сьюзен» (1998). В экранизации романа «Другие голоса, другие комнаты» (1995) персонаж Айдабел Томпкинс (Обри Доллар) вдохновлена воспоминаниями Трумена Капоте о детстве Харпер Ли.